# Clima polare

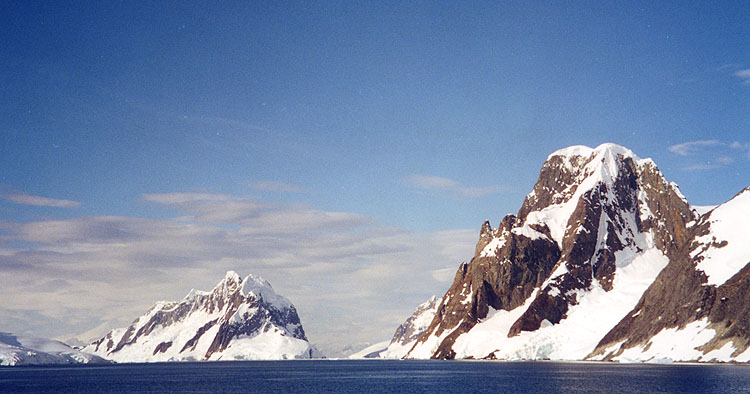
Booth e Mount Scott

Il clima polare è un insieme delle manifestazioni di temperatura e pressione che caratterizzano durante l'anno la climatologia dei poli terrestri e delle regioni all'interno dei circoli polari. Il clima polare è descritto nella classificazione dei climi di Troll e Paffen, ma non in quella di Köppen.

## Descrizione
La caratteristica principale di queste zone è che raramente superano i 10 °C anche nei più caldi giorni d'estate.
Le regioni a clima polare si dividono fondamentalmente in due classi: le aree polari vere e proprie (Antartide, Groenlandia) e le aree subpolari dove si trova il clima della tundra e dove il terreno semipermanentemente gelato (permafrost) impedisce la crescita di alberi ad alto fusto e permette solo la crescita di licheni e muschi, causa basse temperature e forti correnti fredde.
In genere, le zone a clima polare si trovano a nord del 60º parallelo nell'emisfero boreale e a sud di esso nell'emisfero australe. Nelle aree subpolari spesso si hanno grandi escursioni termiche annue, che vanno da temperature molto rigide d'inverno a temperature abbastanza miti d'estate. La piovosità è in genere molto scarsa; tuttavia, spesso in queste zone la neve ricopre il suolo per gran parte dell'anno, poiché le temperature non sono sufficientemente elevate per scioglierla. 
Il clima polare, in generale, rappresenta nella descrizione dei climi di Troll e Paffen quello che per Wladimir Köppen è il clima nivale: questo comprende però anche le zone d'alta montagna, inserite dai due studiosi in un'altra categoria climatica.